# Aéroport international d'Exeter
Pour les articles homonymes, voir EXT.
L'aéroport international d'Exeter, code IATA : EXT, est un aéroport situé à 6,4 km de la ville d'Exeter, au Royaume-Uni. Il propose des vols réguliers et des vols charter à destination du Royaume-Uni et de l'Europe.
L'aéroport était l'une des principales bases de la compagnie à bas prix Flybe, jusqu'à sa cessation d'activités en 2020.

## Situation

### Carte des aéroports commerciaux d'Angleterre
| Birmingham Bournemouth Bristol Doncaster · Sheffield Durham · Tees Valley East Midlands Exeter Humberside Land's · End Leeds-Bradford Liverpool L.-City L.-Gatwick L.-Heathrow L.-Luton L.-Southend L.-Stansted Lydd Manchester Newcastle · Upon Tyne Newquay · Cornouailles Norwich Southampton St Mary des Sorlingues Carlisle Lake |

## Statistiques
Pour des raisons techniques, il est temporairement impossible d'afficher le graphique qui aurait dû être présenté ici.

Voir la requête brute et les sources sur Wikidata.

## Compagnies et destinations
| Compagnies             | Destinations |
| ---------------------- | --- |
| Aer Lingus             | Belfast-G. Best, Dublin |
| Aurigny                | Guernesey |
| Blue Islands           | Jersey |
| Isles of Scilly Skybus | En saison : St Mary des Sorlingues/Scilly |
| Loganair               | Édimbourg, Glasgow, Newcastle |
| Ryanair                | Alicante-Elche, Malaga-Costa del Sol En saison: Faro |
| TUI Airways            | Lanzarote-Arrecife, Ténériffe-Sud Reine Sofia En saison : - Antalya, - Chambéry, - Corfou-I. Kapodístrias, - Dalaman, - Héraklion-N. Kazantzákis, - Las Palmas/Gran Canaria, - Minorque-Mahón, - Palma de Majorque, - Paphos, - Rhodes-Diagoras, - Zante D.-Solomós |

Édité  le 20/06/2018  Actualisé le 11/04/2023